# چری تیگو ۷
چری تیگو ۷ یک کراس‌اوور کامپکت است که در سری محصولات تیگو توسط چری تولید می‌شود.
در ایران این خودرو توسط مدیران خودرو از سال۱۴۰۱ تولید و عرضه می‌شود.

## نسل اول (۲۰۱۶ تا ۲۰۲۱)

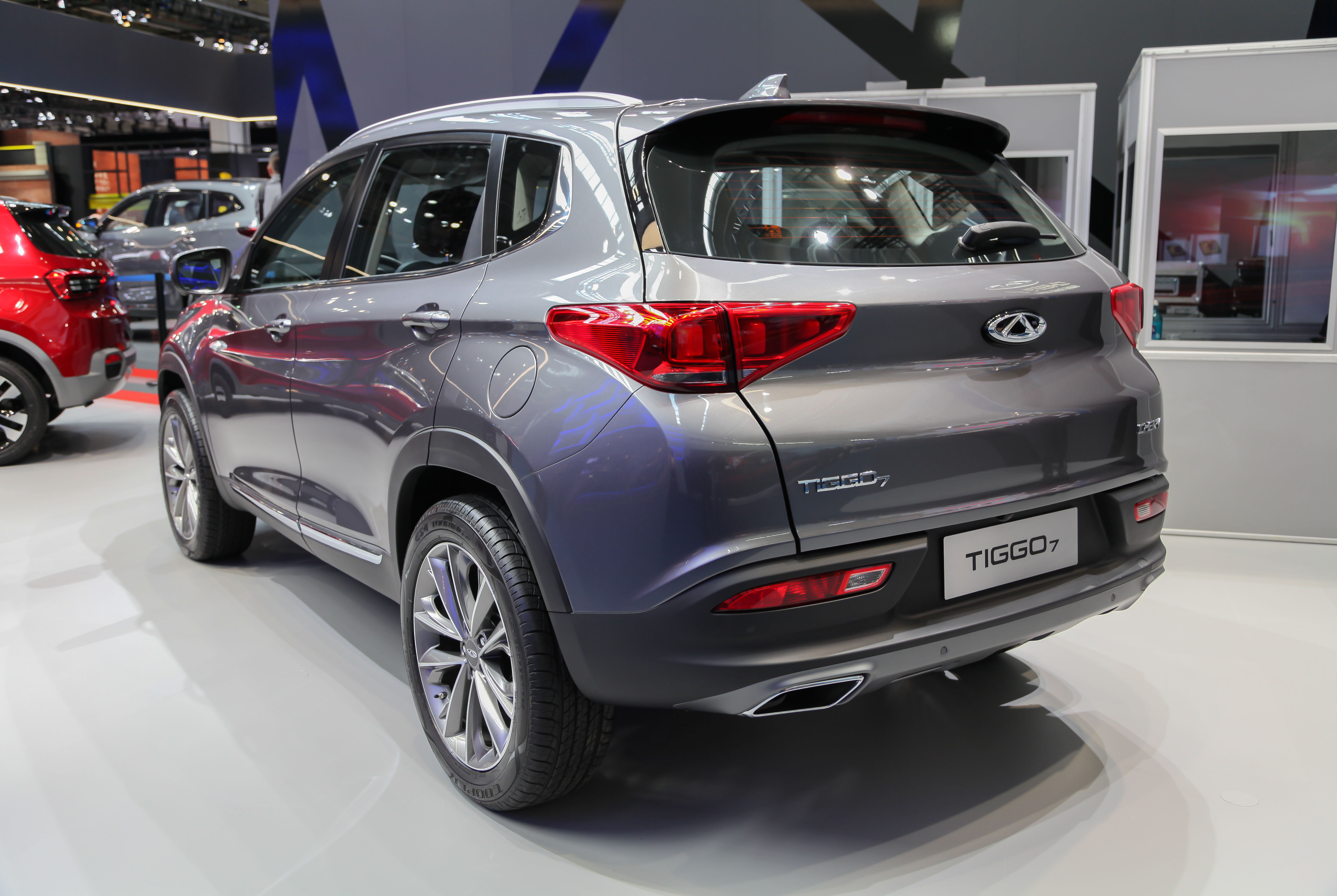
چری Tiggo 7 عقب فیس لیفت

نسل اول چری تیگو۷ در ابتدا در نمایشگاه اتومبیل پکن ۲۰۱۲ به صورت کانسپت رونمایی شد، نسخه تولیدی آن در طی نمایشگاه اتومبیل پکن ۲۰۱۶ چین نشان داده شد.
این خودرو دارای یک موتور ۱٫۵ لیتری خطی-چهار سیلندر توربو بنزینی و یک موتور ۲٫۰ لیتری خطی-چهار سیلندر بنزینی است.
نسل اول تیگو ۸ در سال ۱۳۹۶ هجری شمسی، در تیپ اکسلنت، توسط مدیران خودرو عرضه شد. یک سال بعد مدیران خودرو، با اعمال تغییراتی از جمله بهبود سیستم صوتی، تغییر تریم تودوزی داشبورد و صندلی ها، اضافه کردن ترمز پارک برقی و اتوهلد، تیپ جدید تیگو ۷ به نام ie را روانه بازار کرد.

### فیس‌لیفت ۲۰۱۸

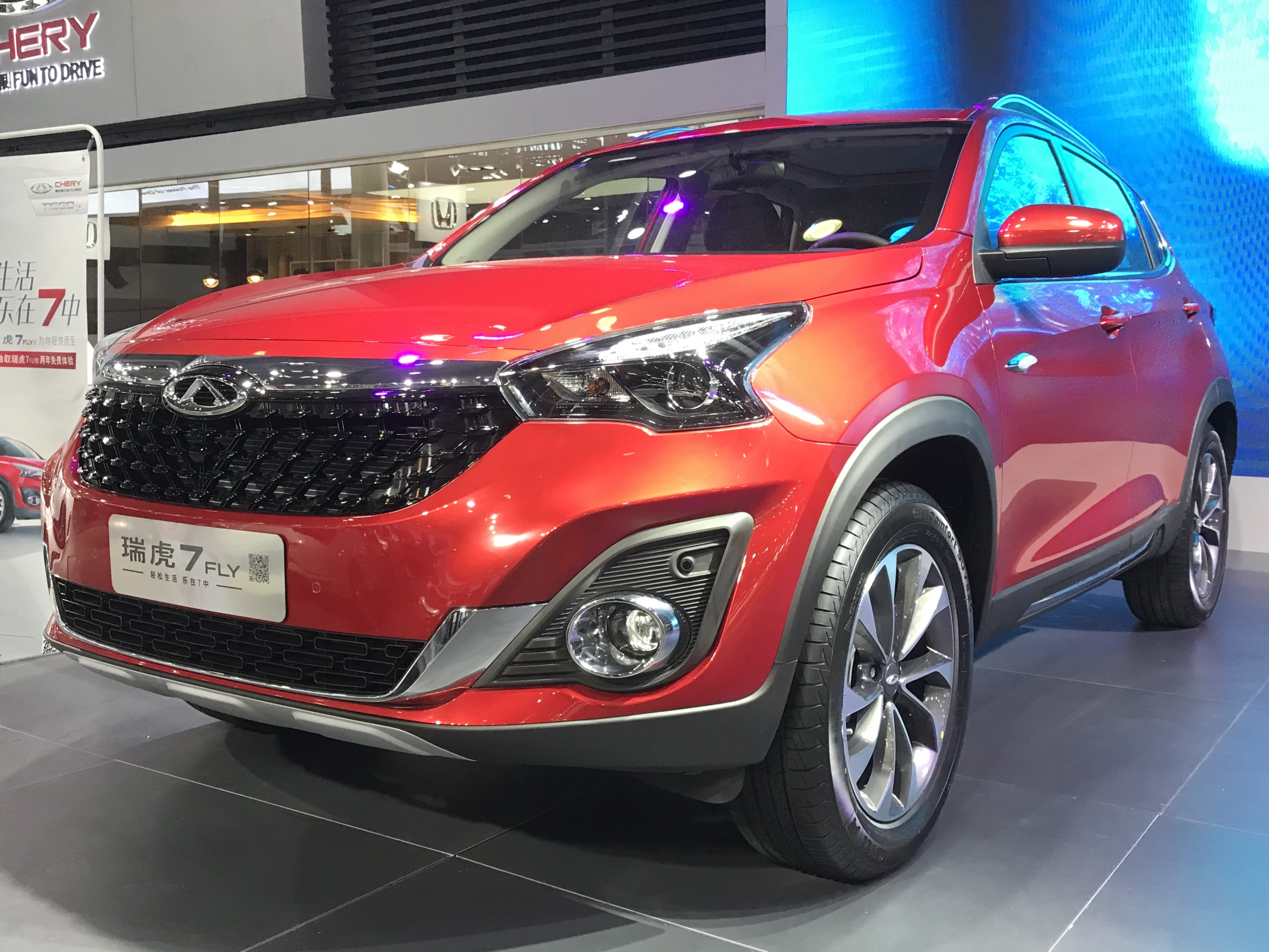
چری Tiggo 7 Fly (فیس لیفت ۲۰۱۸) جلو

فیس لیفت این خودرو در سال ۲۰۱۸ با نام تیگو ۷ فلای رونمایی شد. این خودرو در سپتامبر ۲۰۱۸ با قیمت‌هایی از ۸۵۹۰۰ یوان تا ۱۱۳٬۹۰۰ وارد بازار شد. مدل فیس لیفت همچنان از پیشرانه مشابه مدل پیش از فیس لیفت استفاده می‌کند،  توربوی ۱٫۵ لیتری با قدرت ۱۴۷ اسب بخار و ۲۱۰ نیوتن متر. جعبه دنده‌های این خودرو یک جعبه دنده ۶ سرعته دو کلاچه یا یک جعبه دنده ۶ سرعته دستی است.

### قوروس یانگ

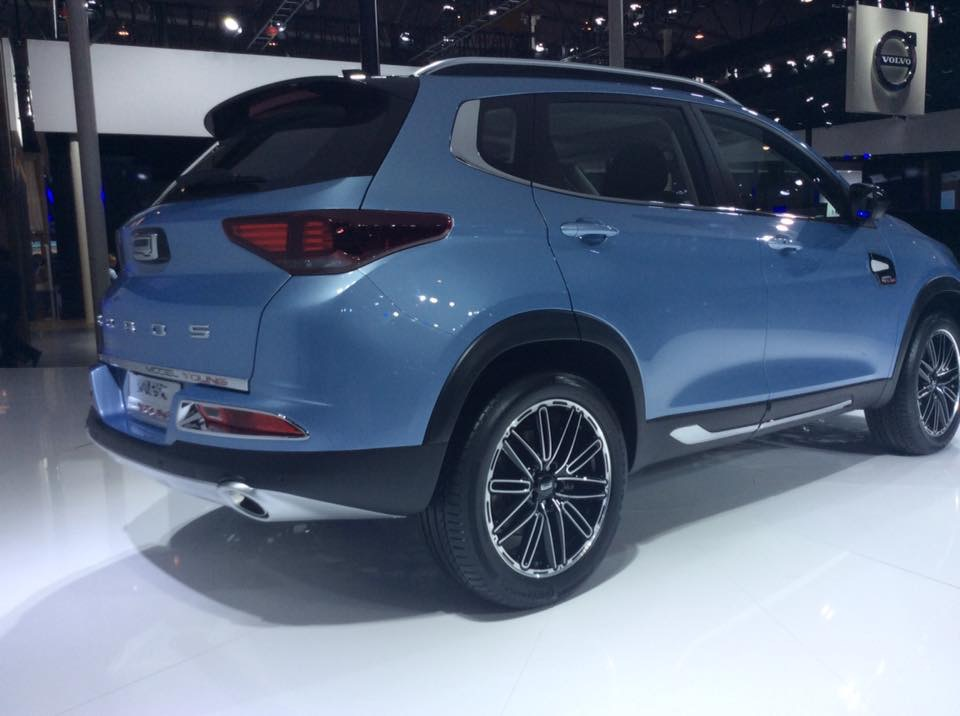
عقب قوروس یانگ

این خودرو در سال ۲۰۱۷ رونمایی شد. این خودرو تفاوت خاصی با مدل‌های قبلی ندارد.

## نسل دوم (۲۰۲۰ تا کنون)

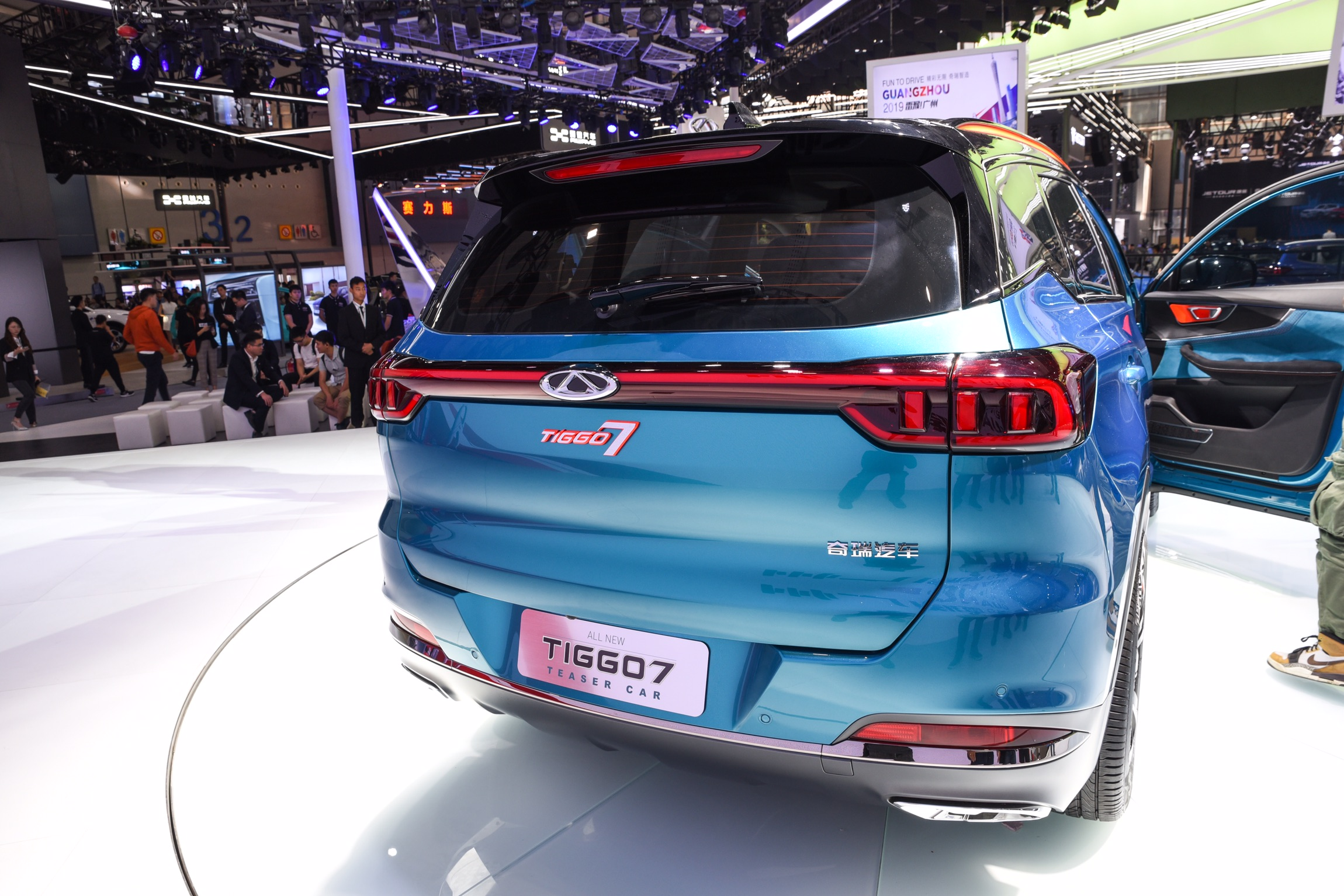
چری تیگو 7 II عقب

نسل دوم چری تیگو۷ به عنوان یک مدل مفهومی در نمایشگاه اتومبیل گوانگژو ۲۰۱۹ معرفی‌شد، موتورهای نسل دوم چری تیگو۷ شامل یک موتور ۱٫۵ لیتری خطی-چهار سیلندر توربو بنزینی با قدرت ۱۴۷ اسب بخار و ۱٫۵ لیتری چهار سیلندر توربو خطی با ۱۵۶_۱۵۷ اسب بخار و یک موتور ۱٫۶ لیتری خطی-چهار سیلندر بنزینی با ۱۹۷ اسب بخار است.